# Laurens Joensen
Laurens Joensen (Terneuzen, 8 februari 1978) is een Nederlands singer-songwriter.

## Levensloop
Joensen groeide op in Zeeland. Zijn vader komt van de Faeröer en zijn moeder is Zeeuws. Zijn familie had een im- en exportbedrijf in Vlissingen voor de Faeröereilanden. Joensen studeerde klassieke gitaar aan het Conservatorium van Amsterdam.
In 2011 maakte hij deel uit van de act De Bezemkast, met Fay Lovsky en bassiste Jet Stevens.
In 2011 en 2012 maakte Joensen een televisieprogramma met Katinka Polderman voor Omroep Zeeland: Oemoemenoe. In dat programma gaan ze als 'export-Zeeuwen' op zoek naar de Zeeuwse identiteit.

## Discografie
- Zeeuw in Zuid (2006)
- Efterklang (2011)